# Avira
Avira Operations GmbH & Co. KG是一家德国计算机安全软件公司，該公司的產品有杀毒软件Avira Free Security。 Avira 成立于2006年。截至2021年 , 該公司由美国软件公司诺顿LifeLock持有，此前由投资公司Investcorp持有。该公司在美国、中国、罗马尼亚和荷兰设有办事处。 